# Metro 2033 (boek)
Metro 2033 is een post-apocalyptisch fictiewerk geschreven door de Russische Dmitri Gloechovski (Dmitry Glukhovsky). Het boek speelt af in Moskou, waar mensen gedwongen zijn te leven in haar metrosysteem, nadat de wereld is vernietigd door kernbommen. Het heeft twee vervolgdelen, Metro 2034 en Metro 2035. Tevens is er ook een computerspel van gemaakt. De originele versie in het Russisch kwam uit in 2002, de Engelse vertaling kwam in 2010 uit samen met het spel. De Nederlandse vertaling van Metro 2033 kwam in 2012 uit.

## Achtergrondverhaal
In het jaar 2013 heeft een nucleaire oorlog de wereld verwoest. De mensen in Moskou werden gedwongen om te schuilen in hun uitgebreide metrostelsel. Na 20 jaar zijn de stations veranderd in nederzettingen met een eigen politiek. Er vormden zich grote groepen, zoals de 'Rangers' van 'Polis', de Neostalinisten van de 'Red Line' en de neonazigroep van de 'Fourth Reich'.
Terwijl boven mutanten zich tegoed doen aan elkaar, bereiden de mensen beneden zich voor op een oorlog. De 'Red Line' en de 'Fourth Reich' willen niks anders dan elkaar uitroeien, door hun botsende ideologieën. Deze oorlog vergde veel mensen en de stations die zich niet wilden aansluiten werden verwoest, sloten zich aan bij de 'Hanze', of werden vernietigd door bandieten.

## Plot
Artyom, de hoofdpersoon, is een 24-jarige jongeman die leeft in de 'VDNKh', een onafhankelijk station. Het station was een van de eindbestemmingen, en staat dus gemakkelijker in contact met de buitenwereld. Het station wordt geteisterd door 'Dark Ones', een mutantenras dat mensen waanzin kan toebrengen. Artyom ontmoet een man genaamd Hunter, die op zoek is naar zijn stiefvader, Sukhoi. Hunter vertelt over het gevaar dat de 'Dark Ones' met zich meebrengen, en besluit om de strijd zelf met ze aan te gaan. Hij verplicht Artyom om naar 'Polis' te gaan en de overige 'Rangers' te waarschuwen voor dit gevaar, mocht hij niet terugkomen de volgende dag. Hunter komt niet terug en Artyom besluit om de reis naar 'Polis' te maken.

## Uitgaven in het Nederlands
- Dmitry Glukhovsky. METRO2033. Vertaald uit het Russisch door Paul van der Woerd. Tilburg: Uitgeverij Glagoslav, 2012. — 542 p. — ISBN 978-9-49142-500-4, ISBN 978-9-49142-501-1, ISBN 978-9-49142-543-1